# Валентіно Гаспарелла
Валентіно Гаспарелла (італ. Valentino Gasparella, 30 червня 1935) — італійський велогонщик.
Олімпійський чемпіон 1956 року в командній гонці переслідування, бронзовий призер 1960 року в спринті на 1000 м.
Чемпіон світу з трекових велоперегонів 1958 (спринт), 1959 (спринт) років, бронзовий призер 1957 року в спринті.